# Jean Jacobs
Jean Jacobs (Bruxelles, 31 mars 1575 - Bologne, 12 septembre 1650) est un orfèvre bruxellois, fondateur à Bologne du Collège Jean Jacobs, ou Collegium Belgarum dit aussi "Collegio dei Fiamminghi".

## Biographie
Jean Jacobs fut  baptisé en l'église de la Chapelle le 31 mars 1575, fils de Jean Jacobs et d'Élisabeth van Oosten, petit-fils de Jean Jacobs et de Marie Pannis, issue des lignages Sweerts et Sleeuws.
Pour un motif ignoré, Jean Jacobs décida de parfaire sa formation d'orfèvre à Bologne, et quoiqu'il possédât encore des biens fonciers à Bruxelles, situés Pré aux-Laines, où se trouve actuellement la place Jean Jacobs, il préféra continuer son activité dans sa ville d'adoption.
Il avait épousé le 24 avril 1607 Judith van der Lip, originaire des Provinces-Unies, qui mourut le 27 septembre 1615.
Il perdit également son fils unique Pietro Jacobs, né le 31 juillet 1608 emporté par la peste le 18 novembre 1630.
Ces drames successifs le poussèrent sans doute à consacrer sa fortune à l'éducation de la jeunesse bruxelloise en fondant un collège à leur intention.
Le peintre Guido Reni, ami de Jacobs, a laissé de lui un beau portrait.

## Son œuvre
Il devint rapidement un des plus fameux orfèvres de Bologne.
Il reste de lui des productions d'orfèvrerie religieuse, tels que des chandeliers d'argent exécutés en 1611 pour l'autel majeur de l'église des pères Augustins de Saint-Jacques.
De lui également le recouvrement en argent ciselé de l'image la plus vénérée à Bologne, celle de la Madone de saint Luc, qui aurait été peinte par l'apôtre lui-même. En 1641 encore il exécuta un calice pour le sanctuaire de Saint-Luc.

## La fondation Jean Jacobs
Jean Jacobs est surtout connu pour la fondation du Collège Jean Jacobs où de nombreuses générations de jeunes Bruxellois ont pu, dès 1651, recevoir une formation à l'étranger dans une des plus brillantes universités d'Europe.
Outre le Palais à Bologne, la fondation possède encore une villa à la campagne, dite il Palazzino, « où loin des rumeurs du monde les boursiers peuvent se livrer durant cinq ans dans un cadre idyllique aux bonnes études ».
Par son testament rédigé le 9 septembre 1650, Jean Jacobs donne ainsi les conditions pour être admis à son collège :
- le candidat doit être citoyen de Bruxelles ou à défaut de ceux-ci, d'Anvers ou du moins habitant du Brabant ;
- il doit être né d'un mariage légitime et non légitimé ;
- il doit être âgé de dix-huit ans ou d'au moins seize ;
- il doit connaître le latin ;
- il doit être sain de corps et avoir une belle présentation.

Il sera donné préférence, avant tout autre candidat :
- aux descendants de la famille Jacobs, restée à Bruxelles ;
- aux descendants de la famille Jacobs en ligne féminine ;
- aux descendants d'Henri Wellens, ami de Jean Jacobs ;
- aux parents de Pierre van der Lip, d'Utrecht, beau-frère du fondateur.

Le droit de désigner les boursiers appartenait aux doyens ou jurés de la Corporation des Orfèvres de Bruxelles.
La fondation Jean Jacobs, fort discrète et peu connue du grand public, existe toujours actuellement et chaque année des étudiants peuvent jouir de ce cadre et de cette ambiance unique. Actuellement, les candidats sont choisis parmi des étudiants de niveau universitaire originaires de la Belgique francophone et néerlandophone, ainsi que des étudiants de l'université d'Utrecht. Les conditions du testament de Jean Jacobs ayant été assouplies, le Collège Jean Jacobs de Bologne offre chaque des bourses à des étudiants ou chercheurs de la Communauté française de Belgique, de la Communauté Flamande et de la ville d'Utrecht, d’une durée de dix mois, d'octobre au mois de juillet suivant, pour y poursuivre une spécialisation post-universitaire.
De 1651 à 2000, plus de 300 étudiants ont bénéficié de bourses de la fondation, parmi lesquels Isidore Plaisant et Léo Moulin, respectivement en 1815 et en 1926.

## Liste des étudiants bénéficiaires de la fondation Jean Jacobs auxXVIIeetXVIIIesiècles
Nous donnons ici la liste des boursiers de la fondation Jean Jacobs pour l'Ancien Régime avec la date d'arrivée des étudiants. Pour les époques plus récentes, aucune liste n'est disponible.